# Trillium recurvatum
Trillium recurvatum är en nysrotsväxtart som beskrevs av Lewis Caleb Beck. Trillium recurvatum ingår i släktet treblad, och familjen nysrotsväxter. Inga underarter finns listade.

## Bildgalleri

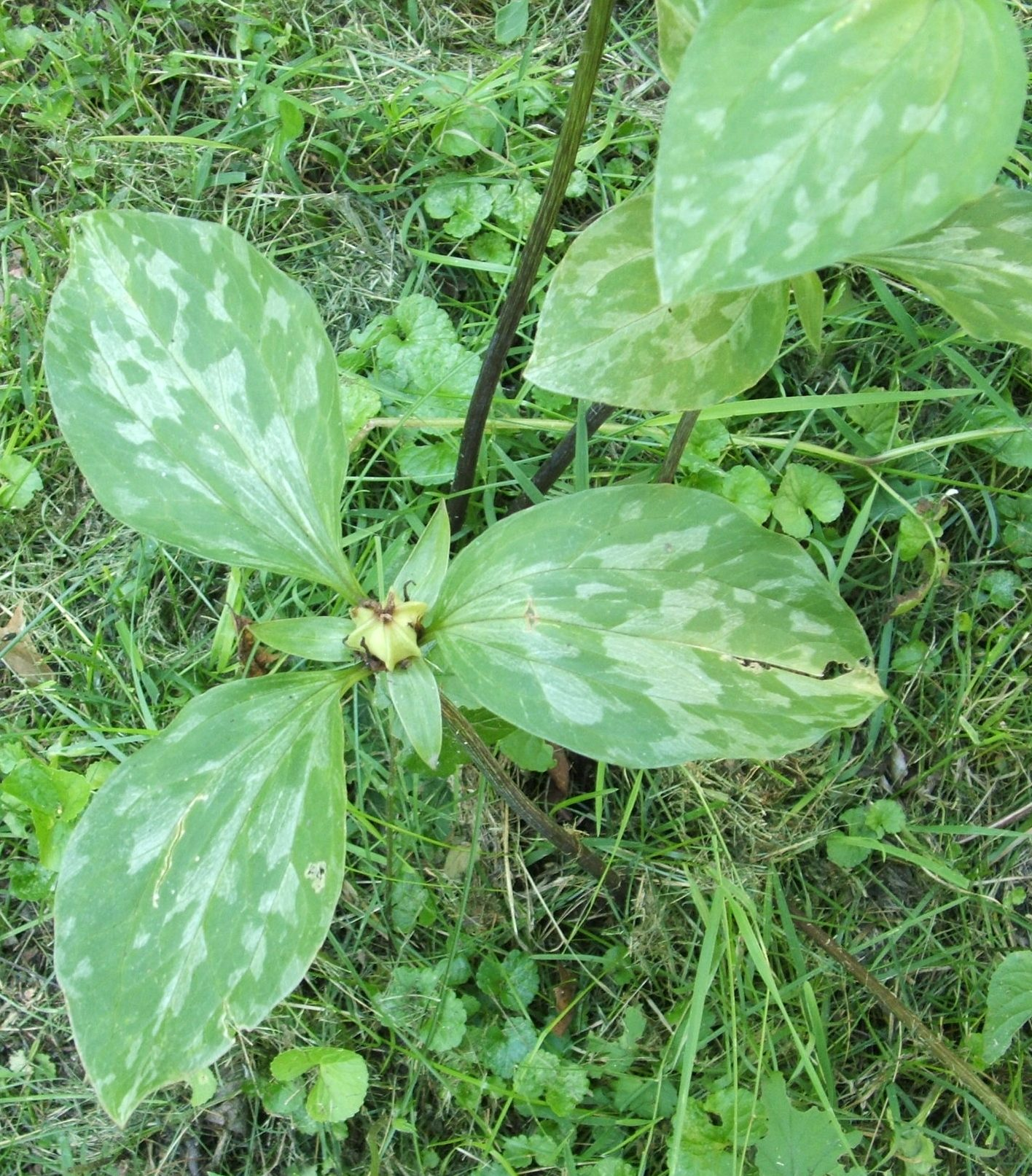
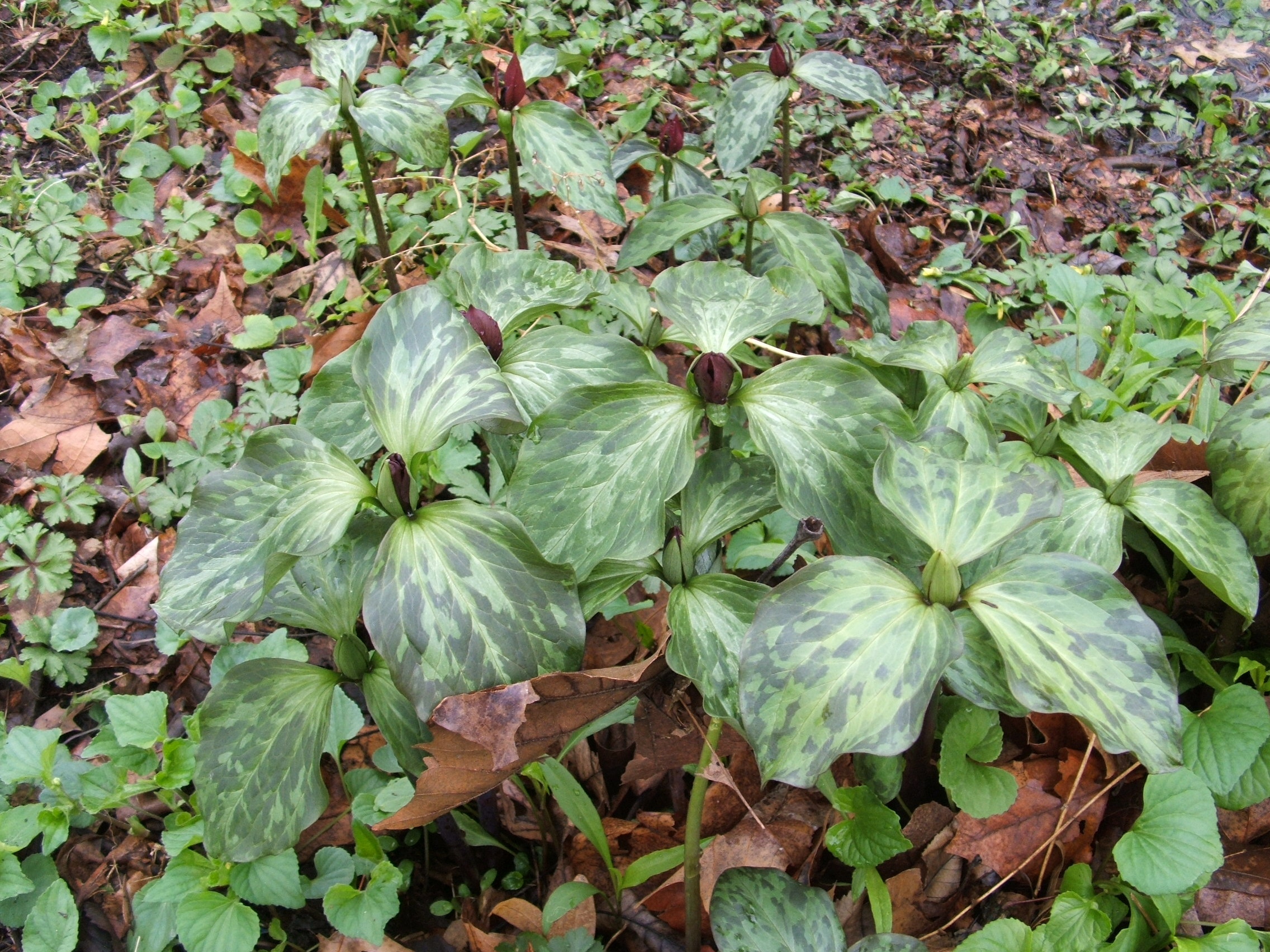
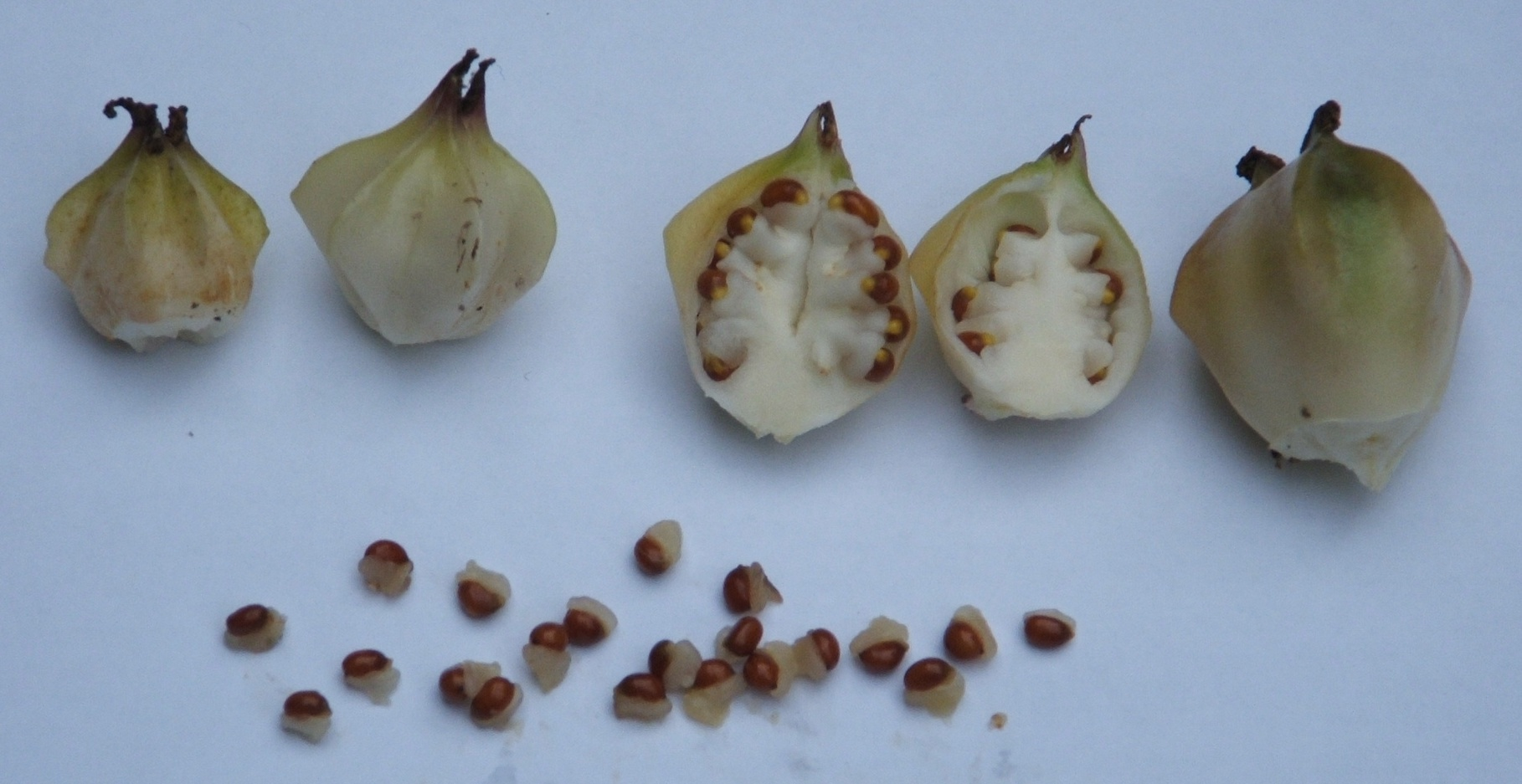